# 默基特希臘禮天主教布斯拉暨豪蘭總教區
默基特希臘禮天主教布斯拉暨豪蘭總教區（拉丁語：Archieparchia Bostrena et Auranensis）是敘利亞一個東儀天主教教區（默基特希臘禮）總教區。
成立於1687年，位於敘利亞南部的豪蘭地區，教座位於哈巴布。2009年有27,000位教友、四十四個堂區、廿一位司鐸。現任教區總主教為布洛斯·納西夫·布爾胡什。